# Stefan de Walle
 (octobre 2018).
Si vous disposez d'ouvrages ou d'articles de référence ou si vous connaissez des sites web de qualité traitant du thème abordé ici, merci de compléter l'article en donnant les références utiles à sa vérifiabilité et en les liant à la section « Notes et références ».
Stefan de Walle, né le 15 septembre 1964 à La Haye, est un acteur néerlandais.

## Filmographie
- 2010 : Eep! de Rita Horst et Ellen Smit : Father Loetje[2]
- 2012 : De Ontmaagding Van Eva Van End de Michiel ten Horn : Huub[3]
- 2012 : De Marathon de Diederick Koopal[4]
- 2012 : Manslaughter de Pieter Kuijpers : Jos[5]
- 2014 : Secrets of War de Dennis Bots : Mr. Nijskens[6]
- 2014 : New Neighbours[7]
- 2015 : Hallo bungalow de Anne de Clercq : Tiebe Prins[8]
- 2017 : High Five de Frank Lammers et Jip Samhoud
- 2017 : Dummie the Mummy and the tomb of Achnetoet de Pim van Hoeve : Meester Krabbel[9]
- 2018 : Dorst de Saskia Diesing : Wilbert[10]
- 2018 : Life Is Wonderful de Frans Weisz